# 히라이시촌
히라이시촌(平石村)은 도치기현의 중부 가와치군에 속했던 촌이다.

## 역사
- 1889년 4월 1일 - 정촌제 시행에 의해 가와치군 히라이시촌이 성립하였다.
- 1954년 8월 1일 - 우쓰노미야시에 편입되었다.

## 교통

### 도로
- 이시이 가도 (현 국도 123호선)

## 참고문헌
- 塙静夫『うつのみやの地名と歴史散歩』下野新聞社、2015年9月11日、263頁。ISBN 978-4-88286-594-0。
- 『栃木県町村合併誌 第二巻』 栃木県、1955年4月。